# 기독교 음악
기독교 음악은 기독교적인 삶과 믿음에 관한 개인적인 믿음이나 공동체적인 믿음을 표출하기 위한 음악이다. 음악 주제로는 기도, 예배, 속죄, 애가를 포함하며 이러한 형태는 전 세계적으로 다양하다.

## 개요
기독교 음악은 좁은 뜻으로는 그리스도 교회의 예배에 사용되는 음악을 가리키나 넓은 의미에 있어서는 교회의 축제일과 그 밖의 경우에 있어서 대중에게 성서의 진리를 보여주고 이를 들려주기 위하여 교회에서 사용하였던 음악도 포함시키고 있다. 일반적으로 음악과 종교의 관계는 매우 깊고 오랜 것이며, 특히 기독교에 있어서 그 관계는 더욱 밀접한 것이라 할 수 있다. 이미 초기 그리스도 교회에 있어서 시편(詩篇)을 집전자와 회중(會衆)이 교창(交唱)함으로써 노래하였다고 기록되어 있다. 이리하여 중세 초기에는 음악의 예배적 성격도 정리되어 '그레고리안 찬트'가 성문화되고 이것은 오늘에 이르기까지 로마가톨릭 교회 음악의 중심적 지위를 갖게 되었다. 한편 동방교회에 있어서는 '비잔틴 찬트'라고 불리는 독자적인 예배음악을 발전시켰다. 르네상스 초기에는 '네덜란드 악파(樂派)'(블랑드르 악파)의 활약이 대단하였고, 기독교 음악은 이른바 세속음악과의 교류를 강화하게 되었다. 이리하여 종교개혁 시대에는 16세기 가톨릭 교회의 최대 작곡가로 불리는 팔레스트리나(Palestrina)가 종교적 순결성을 담은 예술적으로도 매우 높은 수준의 작품을 만들어 내었다. 가톨릭 교회가 전교회 공통의 교리와 예배음악을 갖는 데 대하여 프로테스탄트 교회의 각파는 각 교파에 따라 상당히 다른 음악을 사용하고 있는데, 그 중에서 독일 루터파의 것이 중요한 자리를 차지하고 있다. 즉 가톨릭 교회의 복잡한 다성음악(多聲音樂)에 대하여 루터파의 것은 독일어로 회중(會衆) 전체가 노래할 수 있는 단순한 코럴로 발전시킨 것이다. 17, 18세기의 이른바 바로크 시대에는 이러한 코럴을 중심으로 하는 세련된 음악이 많이 출현하였고 J.S.바흐에 이르러 프로테스탄트 음악은 절정에 달한 셈이다. 이후 현대에 이르기까지 뛰어난 음악가에 의하여 많은 걸작 종교음악이 만들어졌는데 이들 대부분은 좁은 의미에서 기독교 음악의 영역을 초월한 것이라고 할 수 있다.

## 현대 기독교 음악
현대적인 음악 장르의 성격을 그대로 살리면서도 그 속에 기독교 정신이 묻어 나는 신앙적이고 성서적인 내용을 담아 대중들에게 전달하는 현대 기독교 음악, CCM(contemporary christian music)이라는 음악운동이 있다.

## 같이 보기
- 복음성가
- 찬가
- 미사곡